# Lycodapus
Lycodapus es un género de peces de la familia Zoarcidae en el orden de los Perciformes.

## Especies
- Lycodapus antarcticus  Tomo, 1982
- Lycodapus australis  Norman, 1937
- Lycodapus derjugini  Andriashev, 1935
- Lycodapus dermatinus  Gilbert, 1896
- Lycodapus endemoscotus  Peden & Anderson, 1978
- Lycodapus fierasfer  Gilbert, 1890
- Lycodapus leptus  Peden & Anderson, 1981
- Lycodapus mandibularis  Gilbert, 1915
- Lycodapus microchir  Schmidt, 1950
- Lycodapus pachysoma  Peden & Anderson, 1978
- Lycodapus parviceps  Gilbert, 1896
- Lycodapus poecilus  Peden & Anderson, 1981
- Lycodapus psarostomatus  Peden & Anderson, 1981[1][2][3][4][5][6][7]